# Regió de Makran
Makran (Makkuran) és una regió del sud-oest de Pakistan i sud-est de l'Iran (prdu/persa: مکران) semidesèrtica i que ocupa la zona de la costa de la mar d'Aràbia. Derivaria del persa mahi khoran (mahi = peix, khor, menjar). L'estreta costa puja ràpidament a l'interior a muntanyes elevades. La seva extensió és d'uns 1000 km dels que tres quartes parts són al Pakistan. El clima és sec amb poca pluja, i la població és escassa i concentrada a alguns punts, especialment Chabahar (Iran), Gwatar, Jiwani, Gwadar, Pasni i Ormara; la resta són pobles pescadors o llogarets de muntanya. A Ormara s'està construint una base naval i Gwadar s'està desenvolupant com a port comercial.

## Història
S'han trobat dos establiment de la cultura d'Harappa a Sutkagen Dor (al riu Dasht) i Sokhta Koh (prop del Shadi River) i els punts de la costa haurien estat centres de comerç amb Sumèria i el golf Pèrsic des de després del 3000 aC.
Sota l'imperi Aquemènida fou part de la satrapia de Gedròsia. Alexandre el Gran va marxar per la zona al retorn de la seva campanya de l'Índia (325 aC). Una teoria suposa que la flota de l'almirall Nearc anava per davant de l'exèrcit i recollia provisions per aquest; per desconeixement del terreny els macedonis van fer gran part del recorregut per l'interior en lloc de per la costa on hauria estat més fàcil. Després fou dels selèucides, parts, grecobactrians, indoescites i sassànides.
Els primers musulmans van arribar a la zona el 643. Usman ibn Abu al-Aas governador de Bahrain (la costa oriental d'Aràbia) va enviar al seu germà Hakam ibn Abu al-Aas a saquejar la regió de Makran; la presència musulmana no va passar d'una incursió temporal. El 644 el califa Úmar ibn al-Khattab va enviar un exèrcit per ocupar el país, dirigit per Hakam ibn Amr; aquest exèrcit va rebre reforços des de Kufa dirigits per Shahab ibn Makharak, i a més Abd Allah ibn Utban, comandant de la campanya de Kirman, també s'hi va unir; no van trobar resistència fins a arribar al Sind on el rei hindú, que tenia al seu exèrcit contingents de Makran, va enfrontar als invasors al riu Indus a la batalla de Rasil, sent derrotat i havent de retirar-se a l'altre costat del riu. Els informes dels oficials musulmans eren que les terres eren desolades i el país del darrere (el Sind) encara pitjor, i el califa va ordenar llavors tenir a Makran com a frontera sense seguir més endavant.
Makran va estar sota domini els omeies, abbàssides i després fou part de les possessions perifèriques o zones d'influència dels gaznèvides, seljúcides, gúrides i xas de Coràsmia fins a la conquesta mongola el segle xiii i fou part dels dominis il-kànides, de la dinastia Kart, de Tamerlà i dels seus successors; al segle xv van prendre el poder local famílies Zikris i al segle xvi va estar per un temps en mans dels safàvides fins que va passar als mogols sota els que va restar fins al segle xviii. El segle xvii els balutxis que havien emigrat de Pèrsia es van assentar en aquesta zona i altres. El Khan de Kalat hi va exercir jurisdicció i va cedir Gwadar a un pretendent al tron de Mascat, que va conservar la ciutat quan va assolir el tron.Muscat va enviar un exèrcit que per un temps va dominar fins a Chabahar a 200 km a l'oest. Gwadar (la ciutat i 800 km² a l'entorn) fou retornat a Pakistan el 1958 i integrat al districte de Makran, que fou convertit en divisió del 1977 al 2000; després la divisió es va suprimir i van aparèixer tres districtes al seu lloc, Turbat, Panjgur i Gwadar.